# Cours-la-Ville
Cours-la-Ville és un municipi delegat de Cours a França, situat al departament del Roine i a la regió d'Alvèrnia Roine-Alps. L'any 2007 tenia 3.937 habitants.
L'1 de gener de 2016, Cours-la-Ville va fusionar amb Pont-Trambouze i Thel i formar el municipi nou Cours.

## Demografia

### Població
El 2007 la població de fet de Cours-la-Ville era de 3.937 persones. Hi havia 1.736 famílies de les quals 634 eren unipersonals (250 homes vivint sols i 384 dones vivint soles), 557 parelles sense fills, 440 parelles amb fills i 105 famílies monoparentals amb fills.
La població ha evolucionat segons el següent gràfic:
Habitants censats

### Habitatges
El 2007 hi havia 2.226 habitatges, 1.766 eren l'habitatge principal de la família, 94 eren segones residències i 366 estaven desocupats. 1.335 eren cases i 889 eren apartaments. Dels 1.766 habitatges principals, 1.007 estaven ocupats pels seus propietaris, 716 estaven llogats i ocupats pels llogaters i 43 estaven cedits a títol gratuït; 62 tenien una cambra, 145 en tenien dues, 331 en tenien tres, 500 en tenien quatre i 728 en tenien cinc o més. 1.058 habitatges disposaven pel capbaix d'una plaça de pàrquing. A 830 habitatges hi havia un automòbil i a 595 n'hi havia dos o més.

### Piràmide de població
La piràmide de població per edats i sexe el 2009 era:
| Homes | Edats   | Dones |
| ----- | ------- | ----- |
| 0     | 95 o +  | 8     |
| 12    | 90 a 94 | 44    |
| 20    | 85 a 89 | 116   |
| 20    | 80 a 84 | 52    |
| 104   | 75 a 79 | 164   |
| 128   | 70 a 74 | 160   |
| 144   | 65 a 69 | 156   |
| 92    | 60 a 64 | 148   |
| 112   | 55 a 59 | 96    |
| 180   | 50 a 54 | 100   |
| 164   | 45 a 49 | 148   |
| 108   | 40 a 44 | 152   |
| 108   | 35 a 39 | 152   |
| 136   | 30 a 34 | 80    |
| 120   | 25 a 29 | 120   |
| 116   | 20 a 24 | 76    |
| 136   | 15 a 19 | 104   |
| 160   | 10 a 14 | 156   |
| 132   | 5 a 9   | 124   |
| 64    | 0 a 4   | 40    |

## Economia
El 2007 la població en edat de treballar era de 2.285 persones, 1.598 eren actives i 687 eren inactives. De les 1.598 persones actives 1.468 estaven ocupades (827 homes i 641 dones) i 129 estaven aturades (45 homes i 84 dones). De les 687 persones inactives 325 estaven jubilades, 180 estaven estudiant i 182 estaven classificades com a «altres inactius».

### Ingressos
El 2009 a Cours-la-Ville hi havia 1.767 unitats fiscals que integraven 3.916 persones, la mediana anual d'ingressos fiscals per persona era de 16.756 €.

### Activitats econòmiques
Dels 255 establiments que hi havia el 2007, 3 eren d'empreses extractives, 8 d'empreses alimentàries, 1 d'una empresa de fabricació de material elèctric, 27 d'empreses de fabricació d'altres productes industrials, 31 d'empreses de construcció, 60 d'empreses de comerç i reparació d'automòbils, 13 d'empreses de transport, 23 d'empreses d'hostatgeria i restauració, 3 d'empreses d'informació i comunicació, 20 d'empreses financeres, 13 d'empreses immobiliàries, 13 d'empreses de serveis, 22 d'entitats de l'administració pública i 18 d'empreses classificades com a «altres activitats de serveis».
Dels 72 establiments de servei als particulars que hi havia el 2009, 1 era una gendarmeria, 1 oficina de correu, 6 oficines bancàries, 1 funerària, 6 tallers de reparació d'automòbils i de material agrícola, 1 autoescola, 2 paletes, 6 guixaires pintors, 7 fusteries, 7 lampisteries, 5 electricistes, 1 empresa de construcció, 9 perruqueries, 1 veterinari, 2 agències de treball temporal, 7 restaurants, 5 agències immobiliàries, 1 tintoreria i 3 salons de bellesa.
Dels 33 establiments comercials que hi havia el 2009, 1 era un supermercat, 1 una gran superfície de material de bricolatge, 2 botiges de menys de 120 m², 5 fleques, 5 carnisseries, 1 una peixateria, 1 una llibreria, 6 botigues de roba, 2 botigues d'electrodomèstics, 2 botigues de material esportiu, 1 un drogueria, 2 joieries i 4 floristeries.
L'any 2000 a Cours-la-Ville hi havia 24 explotacions agrícoles que ocupaven un total de 416 hectàrees.

## Equipaments sanitaris i escolars
El 2009 hi havia 1 hospital de tractaments de curta durada, 1 hospital de tractaments de mitja durada (seguiment i rehabilitació), 1 un hospital de tractaments de llarga durada, 3 farmàcies i 1 ambulància.
El 2009 hi havia 1 escola maternal i 3 escoles elementals. Cours-la-Ville disposava de 2 col·legis d'educació secundària amb 313 alumnes.

## Poblacions més properes
El següent diagrama mostra les poblacions més properes.